# Нирсос
Нирсос (устар. Нир-Сос) — река в Советском районе Ханты-Мансийского автономного округа. Устье реки находится в 171 км по правому берегу реки Тапсуй. Длина реки составляет 12 км.

## Данные водного реестра
По данным государственного водного реестра России относится к Нижнеобскому бассейновому округу, водохозяйственный участок реки — Северная Сосьва, речной подбассейн реки — Северная Сосьва. Речной бассейн реки — (Нижняя) Обь от впадения Иртыша.